# Pulau Jaya
Pulau Jaya is een bestuurslaag in het regentschap Lampung Selatan van de provincie Lampung, Indonesië. Pulau Jaya telt 1556 inwoners (volkstelling 2010).